# Tasmaniosoma armatum
Tasmaniosoma armatum (лат.) — вид двупарноногих многоножек из семейства Dalodesmidae отряда  многосвязов (Polydesmida). Эндемик Тасмании (Австралия). Встречаются в центральной и восточной частях от уровня моря до высоты 960 м.

## Описание
Длина около 1 см, ширина около 2 мм. Красновато-коричневые. Обитают в подстилочном слое эвкалиптового леса, под корнями и под корой. Тело состоит из 19 сегментов (у ювенильных особей меньше). Метатергиты без туберкул. Тергиты в средней части тела примерно вдвое шире своей длины. Дорсальная бороздка отсутствует. Голова крупная и округлая; глаз нет. Телоподы выглядят как обычные ноги. Впервые был описан в 1936 году немецким зоологом Карлом Вильгельмом Фергефом (1867—1944).